# Venezillo pruinosus
Venezillo pruinosus là một loài chân đều trong họ Armadillidae. Loài này được Arcangeli miêu tả khoa học năm 1950.